# 豫西戰鬥
豫西戰鬥發生於1926年3月5日，地點則是在中國豫西。是北洋政府時期內戰之一，交戰兩方為民間紅槍會及國民二軍。